# Yaakov Gesundheit
Yaakov Gesundheit (Varsavia, 1815 – Varsavia, 11 settembre 1878) è stato un rabbino polacco, rabbino capo di Varsavia dal 1870 al 1874 circa.

## Biografia
Ha diretto una yeshivah per quarantadue anni; alcuni dei suoi numerosi allievi sono diventati rabbini famosi. Nel 1870 fu scelto come rabbino di Varsavia e ricoprì la carica per circa quattro anni, quando fu costretto a rinunciarvi perché non era gradito ai Chassidismo.
Terminò Sifte Kohen all'età di diciotto anni. A ventitré anni scrisse Tiferet Yaakov, sul Shulchan Arukh Choshen Mishpat (Varsavia, 1842), ma la maggior parte dell'edizione fu distrutta per ordine della censura (vedi Julius Fürst, Bibliotheca Judaica v. 3).
Anche le altre sue opere pubblicate portano lo stesso nome, Tiferet Yaakov, e comprendono commenti e novellae sui trattati talmudici Nashim (ib. 1858) e Kodashim (ib. 1867). Queste opere sono ancora oggi molto popolari. Ha lasciato anche diversi lavori in forma di manoscritti.
Suo pronipote era l'analista finanziario Benjamin Graham.